# María Laura Fortunato
María Laura Fortunato (Buenos Aires, Argentina, 31 de mayo de 1985) es una árbitra de fútbol profesional argentina, de categoría internacional desde 2010. A fines de 2018 fue designada como juez principal para la Copa Mundial Femenina de la FIFA 2019, mientras que en 2023 recibió la designación para una segunda máxima cita mundialista, Copa Mundial Femenina de la FIFA 2023.

## Partidos internacionales
A continuación se listan los partidos internacionales donde ha actuado como árbitra principal.

### Copa América Femenina
| Copa América Femenina    | Copa América Femenina   | Copa América Femenina | Copa América Femenina | Copa América Femenina | Copa América Femenina                    | Copa América Femenina | Copa América Femenina |
| Fecha                    | Partido                 | Sede                  | Fase                  | Amonestado            | Otorgado · Otorgado otra vez · Expulsado | Expulsado             | Anotado · Penal       |
| ------------------------ | ----------------------- | --------------------- | --------------------- | --------------------- | ---------------------------------------- | --------------------- | --------------------- |
| 10 de abril de 2018      | Chile 1 – 0 Uruguay     | La Serena             | Fase de grupos        | 4                     | 0                                        | 0                     | 0                     |
| 8 de abril de 2018       | Colombia 5 – 1 Paraguay | La Serena             | Fase de grupos        | 3                     | 0                                        | 0                     | 0                     |
| 17 de septiembre de 2014 | Venezuela 0 – 0 Perú    | Ambato                | Fase de grupos        | 3                     | 0                                        | 0                     | 0                     |
| 11 de septiembre de 2014 | Ecuador 1 – 0 Perú      | Riobamba              | Fase de grupos        | 0                     | 0                                        | 0                     | 0                     |

### Copa de Algarve
| Copa de Algarve       | Copa de Algarve           | Copa de Algarve               | Copa de Algarve | Copa de Algarve | Copa de Algarve                          | Copa de Algarve | Copa de Algarve |
| Fecha                 | Partido                   | Sede                          | Fase            | Amonestado      | Otorgado · Otorgado otra vez · Expulsado | Expulsado       | Anotado · Penal |
| --------------------- | ------------------------- | ----------------------------- | --------------- | --------------- | ---------------------------------------- | --------------- | --------------- |
| 5 de marzo de 2018    | Australia 2 – 0 China     | Albufeira                     | Fase de grupos  | 2               | 0                                        | 0               | 0               |
| 28 de febrero de 2018 | Corea del Sur 3 – 1 Rusia | Albufeira                     | Fase de grupos  | 2               | 0                                        | 0               | 0               |
| 8 de marzo de 2017    | Islandia 2 – 1 China      | Parchal                       | Segunda Fase    | 1               | 0                                        | 0               | 0               |
| 3 de marzo de 2017    | España 3 – 0 Noruega      | Apeadero de São João da Venda | Fase de grupos  | 1               | 1                                        | 0               | 0               |

### Amistoso internacional
| Amistosos               | Amistosos          | Amistosos | Amistosos  | Amistosos                                | Amistosos | Amistosos       | Amistosos |
| Fecha                   | Partido            | Sede      | Amonestado | Otorgado · Otorgado otra vez · Expulsado | Expulsado | Anotado · Penal |           |
| ----------------------- | ------------------ | --------- | ---------- | ---------------------------------------- | --------- | --------------- | --------- |
| 28 de noviembre de 2017 | Chile 0 – 3 Brasil | La Serena | 5          | 0                                        | 0         | 1               |           |
| 25 de noviembre de 2017 | Chile 0 – 4 Brasil | Ovalle    | 1          | 0                                        | 0         | 1               |           |

### Copa Mundial de Fútbol Femenino Sub-17
| Copa Mundial de Fútbol Femenino Sub-17 | Copa Mundial de Fútbol Femenino Sub-17                                               | Copa Mundial de Fútbol Femenino Sub-17 | Copa Mundial de Fútbol Femenino Sub-17 | Copa Mundial de Fútbol Femenino Sub-17 | Copa Mundial de Fútbol Femenino Sub-17   | Copa Mundial de Fútbol Femenino Sub-17 | Copa Mundial de Fútbol Femenino Sub-17 |
| Fecha                                  | Partido                                                                              | Sede                                   | Fase                                   | Amonestado                             | Otorgado · Otorgado otra vez · Expulsado | Expulsado                              | Anotado · Penal                        |
| -------------------------------------- | ------------------------------------------------------------------------------------ | -------------------------------------- | -------------------------------------- | -------------------------------------- | ---------------------------------------- | -------------------------------------- | -------------------------------------- |
| 13 de octubre de 2016                  | Corea del Norte 2 – 1 Archivado el 17 de noviembre de 2018 en Wayback Machine. Ghana | Irbid                                  | Cuartos de final                       | 5                                      | 0                                        | 0                                      | 1                                      |
| 4 de octubre de 2016                   | Estados Unidos 1 – 2 Archivado el 16 de noviembre de 2018 en Wayback Machine. Ghana  | Amán                                   | Fase de grupos                         | 5                                      | 0                                        | 0                                      | 1                                      |

### Campeonato Sudamericano Femenino de Fútbol Sub-17
| Campeonato Sudamericano Femenino de Fútbol Sub-17 | Campeonato Sudamericano Femenino de Fútbol Sub-17                                                                          | Campeonato Sudamericano Femenino de Fútbol Sub-17 | Campeonato Sudamericano Femenino de Fútbol Sub-17 | Campeonato Sudamericano Femenino de Fútbol Sub-17 | Campeonato Sudamericano Femenino de Fútbol Sub-17 | Campeonato Sudamericano Femenino de Fútbol Sub-17 | Campeonato Sudamericano Femenino de Fútbol Sub-17 |
| Fecha                                             | Partido | Sede                                              | Fase                                              | Amonestado                                        | Otorgado · Otorgado otra vez · Expulsado          | Expulsado                                         | Anotado · Penal                                   |
| ------------------------------------------------- | --- | ------------------------------------------------- | ------------------------------------------------- | ------------------------------------------------- | ------------------------------------------------- | ------------------------------------------------- | ------------------------------------------------- |
| 20 de marzo de 2016                               | Paraguay 2 – 1 Colombia | Barquisimeto                                      | Fase Final                                        | 3                                                 | 0                                                 | 0                                                 | 0                                                 |
| 10 de marzo de 2016                               | Brasil 0 – 0 Colombia | Barquisimeto                                      | Fase de grupos                                    | 0                                                 | 0                                                 | 0                                                 | 0                                                 |
| 23 de septiembre de 2013                          | Venezuela 3 – 1 Chile | Asunción                                          | Fase Final                                        | 0                                                 | 0                                                 | 0                                                 | 0                                                 |
| 21 de septiembre de 2013                          | Brasil 2 – 0 Ecuador | Luque                                             | Fase de grupos                                    | 0                                                 | 0                                                 | 0                                                 | 0                                                 |
| 15 de septiembre de 2013                          | Colombia 1 – 3 (enlace roto disponible en Internet Archive; véase el historial, la primera versión y la última). Venezuela | Luque                                             | Fase de grupos                                    | 0                                                 | 0                                                 | 0                                                 | 0                                                 |